# 藤井省二
藤井 省二（ふじい しょうじ、1962年7月1日 - ）は、兵庫県姫路市出身の元アマチュア野球選手（捕手）、野球指導者。

## 来歴・人物
姫路市朝日中学校出身。東洋大姫路高校を経て、東洋大学に入学する。高校、大学を通じて山口敏弘が同期、大学では1学年上にエースの仁村徹がいた。大学4年からメンバー入りしたが森浩之の控えであった。
大学卒業後に、社会人野球の川崎製鉄千葉のチームで捕手としてプレーし、1994年に社会人ベストナインに選ばれた。川辺忠義ともバッテリーを組んだ。
コーチを経て、1999年から2003年までに川崎製鉄千葉の監督を務め、2010年から2017年までにJR東日本東北の監督を務めた。

藤田太陽、後藤光尊らを指導した。